# Araeolaimoides ovalis
Araeolaimoides ovalis är en rundmaskart som beskrevs av Christian Wieser 1951. Araeolaimoides ovalis ingår i släktet Araeolaimoides och familjen Axonolaimidae. Inga underarter finns listade i Catalogue of Life.